# Tulio Marambio
Tulio Manuel Marambio Marchant (Curicó, 10 de abril de 1911-Santiago, 29 de abril de 1999) fue un militar y académico chileno. Se desempeñó como ministro de Estado —en la cartera de Defensa Nacional— durante el gobierno del presidente Eduardo Frei Montalva entre 1968 y 1969.

## Familia y estudios
Sus padres fueron Manuel Jesús Marambio y Rosa Amelia Marchant.
Ingresó a la Escuela Militar del Libertador Bernardo O'Higgins de la capital chilena, alcanzando el grado de teniente en diciembre de 1932, el de capitán en octubre de 1939, el de mayor en septiembre de 1948, el de teniente coronel en diciembre de 1953, el de coronel en junio de 1959, el de general de brigada en enero de 1965 y el de general de división en marzo de 1967.

## Vida pública
Se desempeñó como profesor de historia, estrategias y tácticas militares, llegando a ser director de la Academia de Guerra del Ejército de Chile en el año 1964.
En el extranjero laboró como asesor militar y como agregado de representaciones de su país.
En 1968, mismo año de su retiro del Ejército, el presidente Frei Montalva lo llamó para que sirviera como ministro de Defensa, tocándole enfrentar el difícil episodio del Tacnazo, por el cual debió abandonar el Gobierno.
Consiguió notoriedad en 1988 al manifestar su apoyo a la opción No en el Plebiscito que finalmente gatilló la salida del general Augusto Pinochet del poder.